# 路易斯·雷蒙德·德·卡尔博尼埃
路易斯·雷蒙德·德·卡尔博尼埃（法語：Ramond, seigneur de Carbonnières, baron Ramond et de l'Empire，1755年1月4日—1827年5月14日）是一位法國政治家、地質學家和植物學家。他被認為是第一批登上比利牛斯山高峰的探險者之一，有如pyrénéiste。